# Prix Sócrates
Le prix Sócrates est une récompense attribuée dans le cadre de la cérémonie annuelle du Ballon d'or organisée par France Football. Elle distingue les footballeuses et footballeurs engagés dans des projets sociétaux et caritatifs. Son nom est un hommage au footballeur brésilien Sócrates.
Le prix est remis pour la première fois à Sadio Mané, distingué pour son engagement en faveur de sa région d'origine au Sénégal, lors de la 66e cérémonie du Ballon d'or de 2022,.

## Historique

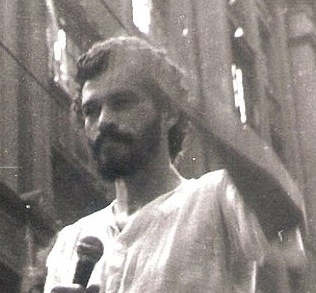
Ancien footballeur brésilien connu pour ses engagements sociétaux, notamment sur ses positions pro-démocratique durant la dictature militaire au Brésil via le sport

Le Prix Sócrates est créé dans le cadre de la cérémonie de remise du Ballon d'or et est remis pour la première fois lors de la 66e cérémonie du Ballon d'or de 2022. 
L'objectif de ce prix est de récompenser les footballeuses et les footballeurs engagés dans des projets sociétaux et caritatifs, tels que des actions menées en faveur de l'insertion sociale, du développement environnemental ou de l'aide aux populations en grande précarité ou victimes de conflits,.
Le nom de ce prix a été choisi par le magazine sportif français France Football et nommé en l'honneur du footballeur brésilien Sócrates décédé en 2011 à l'âge de 57 ans et connu pour ses engagements sociétaux, notamment sur ses positions pro-démocratique durant la dictature militaire au Brésil via le sport,;

## Attribution
En 2022, lors de la première édition du prix Sócrates, le jury d'attribution est composé de Raí, frère cadet de Sócrates, de représentants du magazine sportif français France Football et de représentants de l'organisation Peace and Sports.

## Palmarès
| Année | Joueur           | Sélection | Club                       | Poste                   | Motif |
| ----- | ---------------- | --------- | -------------------------- | ----------------------- | --- |
| 2022  | Sadio Mané       | Sénégal   | Liverpool FC Bayern Munich | Attaquant               | Engagements caritatifs au Sénégal. Développement de son village natal de Bambali, où il a notamment encouragé l’égal accès des garçons et des filles à la pratique du football. Il a également financé la création d'un hôpital et d'équipements sportifs dans sa région,.                                                                                  |
| 2023  | Vinícius Júnior  | Brésil    | Real Madrid                | Attaquant               | Création de la fondation caritative, l'Instituto Vini Jr., qui favorise l'épanouissement et l'éducation d'enfants défavorisés. Pour le premier anniversaire de cette association, Vinicius junior a récolté 120 000 € pour le développement de son projet, qui utilise la technologie comme outil et le foot en tant que langage pour enseigner le contenu. |
| 2024  | Jennifer Hermoso | Espagne   | Tigres de la UANL          | Faux 9, milieu offensif | Pour son combat pour l'égalité entre les sexes et de l'amélioration de la place des femmes dans le football actuel. |